# Aromes de la Segarra
Aromes de la Segarra és un licor que s'elabora des de la dècada dels 1970 que sorgeix de la tradició de fer ratafies i licors casolans. És licor d'herbes d'un color groc verd de gust forts amb olors penetrants on hi domina l'aroma de la farigola i la camamilla amb un percentatge de 26% d'alcohol.
Per elaborar-lo s'utilitzen herbes aromàtiques, aiguardent, aigua i sucre. Es destil·la en una maceració d'aiguardent d'unes vint herbes diferents (camamilla, farigola, timó, menta fresca...) que es deixa en repòs durant 40 dies dins un recipient d'acer per treure l'essència del licor. Cap al final del repòs, s'hi afegeix el sucre i després de 3 o 4 dies es filtra. més, ja es pot filtrar.
Se sol consumir molt fred amb un glaçó o bé fred de la nevera. Es comercialitza dins d'ampolles de vidre i es pot trobar principalment als cellers i botigues de la Segarra o bé en botigues especialitzades arreu de Catalunya.